# Baron Nugent
Baron Nugent war ein erblicher britischer Adelstitel, der zweimal in der Peerage of Ireland und einmal in der Peerage of the United Kingdom verliehen wurde.

## Verleihungen
Der Titel Baron Nugent, of Carlanstown in the County of Westmeath, wurde erstmals am 19. Januar 1767 in der Peerage of Ireland für den irisch-englischen Politiker Robert Craggs-Nugent geschaffen, als nachgeordneter Titel zum gleichzeitig verliehenen Titel Viscount Clare. Am 21. Juli 1776 wurde er, ebenfalls in der Peerage of Ireland, zum Earl Nugent erhoben. Da sein einziger legitimer Sohn Edmund Nugent bereits 1771 kinderlos gestorben war, erloschen die Titel bei seinem Tod am 13. Oktober 1788, mit Ausnahme der Earlswürde, die aufgrund einer besonderen Erbregelung bei der Verleihung an den Gatten seiner Tochter Lady Mary Elizabeth, George Temple-Grenville, 1. Marquess of Buckingham, als 2. Earl Nugent fiel.
Seiner Tochter Mary Elizabeth selbst wurde am 26. Dezember 1800 der Titel Baroness Nugent, of Carlanstown in the County of Westmeath, in der Peerage of Ireland neu verliehen, mit der besonderen Erbregelung, dass dieser an deren jüngeren Sohn Lord George Nugent-Grenville fallen solle. Der Titel erlosch schließlich bei dessen kinderlosem Tod am 27. November 1850.
In dritter Verleihung wurde am 22. August 1960 der Titel Baron Nugent, of West Harling in the County of Norfolk, für Sir Terence Nugent geschaffen. Da seine Ehe kinderlos blieb, erlosch der Titel bei seinem Tod am 27. April 1973.

## Liste der Barons Nugent

### Barons Nugent, erste Verleihung (1776)
- Robert Craggs-Nugent, 1. Earl Nugent, 1. Baron Nugent (1702–1788)

### Barons Nugent, zweite Verleihung (1800)
- Mary Elizabeth Nugent-Temple-Grenville, Marchioness of Buckingham, 1. Baroness Nugent (1758–1812)
- George Nugent-Grenville, 2. Baron Nugent (1789–1850)

### Barons Nugent, dritte Verleihung (1960)
- Terence Edmund Gascoigne Nugent, 1. Baron Nugent (1895–1973)